# Allocosa hirsuta
Allocosa hirsuta este o specie de păianjeni din genul Allocosa, familia Lycosidae. A fost descrisă pentru prima dată de Friedrich Wilhelm Bösenberg și Lenz, 1895. Conform Catalogue of Life specia Allocosa hirsuta nu are subspecii cunoscute.